# Daniël Seghers
Daniël Seghers (Antwerpen, 1590 - aldaar, 2 november 1661) was een Jezuïtische broeder en Vlaamse barokschilder die zich specialiseerde in bloemstillevens. In het bijzonder schilderde hij guirlandes en festoenen opgebouwd uit bloemen, die als een kader dienden rond devotionele taferelen in niches of in medaillons. Zijn schilderijen werden enthousiast verzameld door aristocratische mecenassen en hij had talrijke volgelingen en navolgers.

## Levensloop
Daniël Seghers was de zoon van een katholieke zijdehandelaar. Na zijn overlijden trokken Daniël en zijn moeder, die een calvinistische overtuiging had naar het noorden. Zowel Utrecht als Den Haag worden genoemd. Hij begon op 15-jarige leeftijd te schilderen in Utrecht, bij een onbekende meester. In 1609 verhuisde het gezin naar Antwerpen, waar Seghers in de leer ging bij Jan Brueghel de Oude (de fluwelen Brueghel). In 1611 trad hij toe tot het schildersgilde, en in 1614 tot de orde der jezuïeten en trad hij toe tot het Noviciaat te Mechelen. Van 1621-1625 verbleef hij in Brussel, waar hij zijn laatste geloften aflegde. 

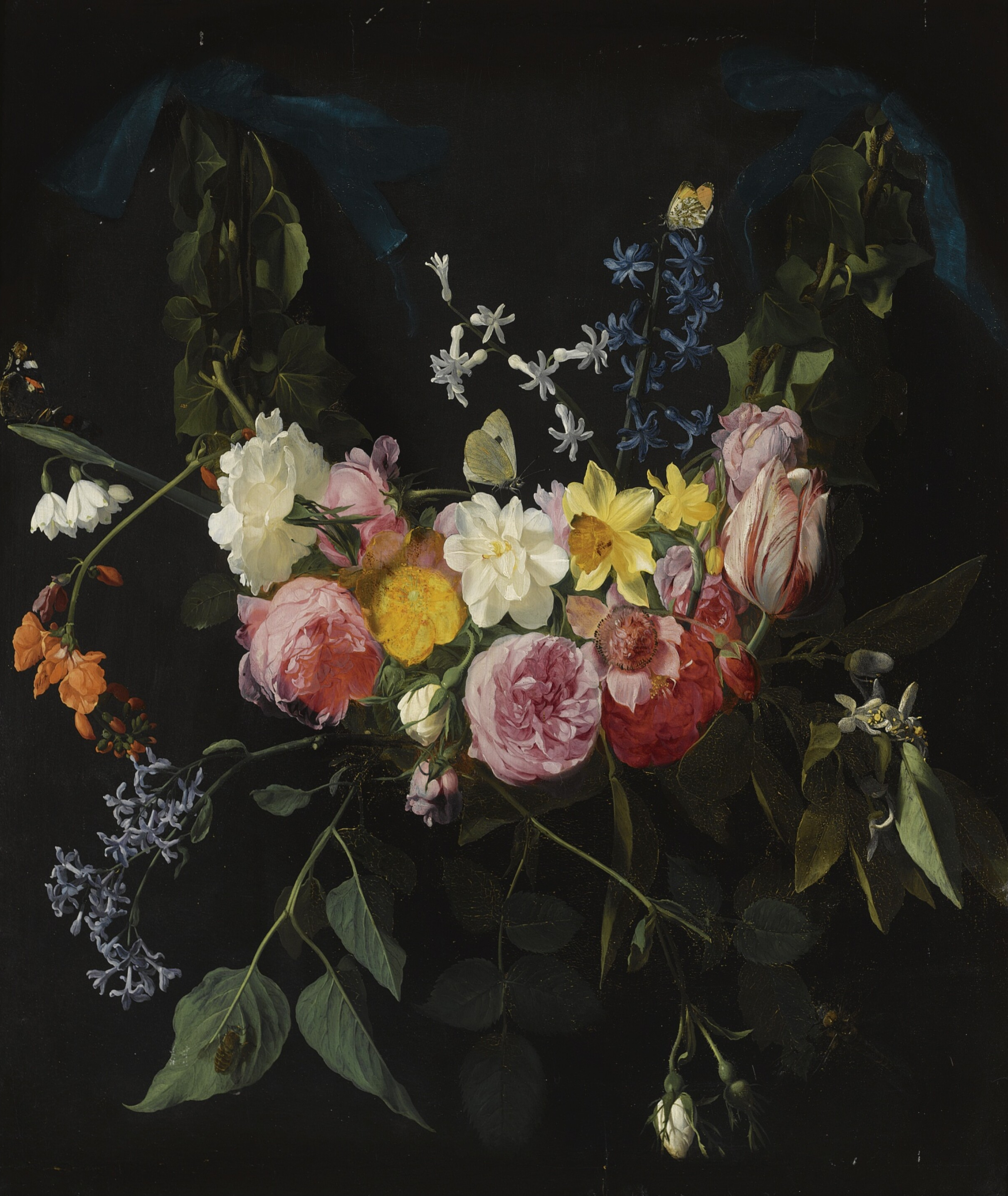
Bloemenkrans

In 1625 trok hij naar Rome. In Rome had Seghers de gelegenheid om aan projecten te werken met vooraanstaande schilders: hij werkte samen met Nicolas Poussin aan enkele religieuze schilderijen, terwijl hij voor kardinaal Ludovisi een bloemenkrans schilderde rond een ovale cartouche gevuld met putti van de hand van de Italiaanse schilder Domenichino.  De compositie kreeg de titel Dubbele krans rond een medaillon met de triomf der liefde.
Vanaf 1627 woonde Seghers weer in het professiehuis te Antwerpen. Seghers kreeg in zijn atelier in Antwerpen bezoek van de kardinaal-infant Ferdinand van Oostenrijk (in 1635), aartshertog Leopold Willem, de landvoogd van de Zuidelijke Nederlanden (in 1641), koningin Christina van Zweden en Karel II, koning van Engeland (beide in 1649). Van hem is bekend dat hij voor Karel II een cartouche met bloemen heeft geschilderd. Zijn werk werd ook zeer bewonderd door zijn collega-kunstenaars, onder wie Rubens.  De Jezuïetenorde schonk een schilderij van Seghers in ruil voor een financiële donatie. Het geld was bestemd voor de opleidingen en scholen, die door de Jezuïeten werden gesticht.
Tot zijn leerlingen behoorden Jan Philip van Thielen, Ottmar Elliger en Ignace Raeth en waarschijnlijk ook Andries Bosman.

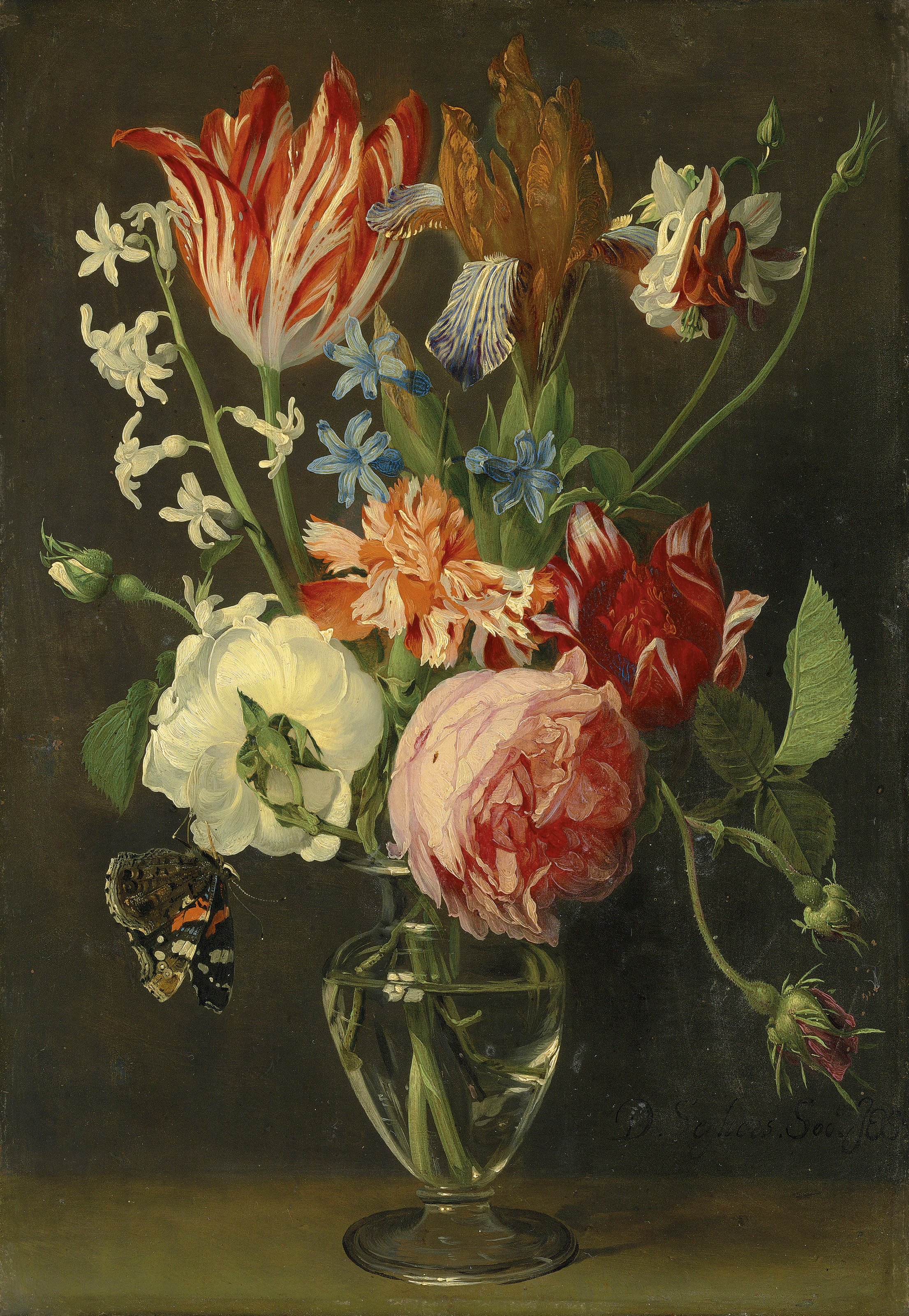
Bloemen in een glazen vaas met een rode admiraalvlinder

## Werken
Seghers was uitsluitend bloemenschilder, voornamelijk van cartouches en bloemguirlandes, maar ook van pure bloemenschilderijen. Hij was zeer productief en er worden momenteel 239 werken aan de kunstenaar toegeschreven.[9] Het is niet eenvoudig om een chronologie voor Seghers' schilderijen vast te stellen, aangezien hij zijn werken alleen dateerde in de periode 1635-1651. Mogelijk was er een stilistische ontwikkeling in zijn bloemenslingers van de aanvankelijke bijna uniforme guirlandes naar guirlandes samengesteld uit drie of vier groepen van bloemen. Stilistisch is er in zijn vroege werk duidelijk een invloed van Jan Brueghel de Oude te herkennen. Vanaf 1630 streefde Seghers naar een levendiger schilderen van bloemen in arrangementen die natuurlijker ogen. Zijn bloemen in deze latere periode lichten op tegen een donkere achtergrond en hebben een sculpturaal karakter.

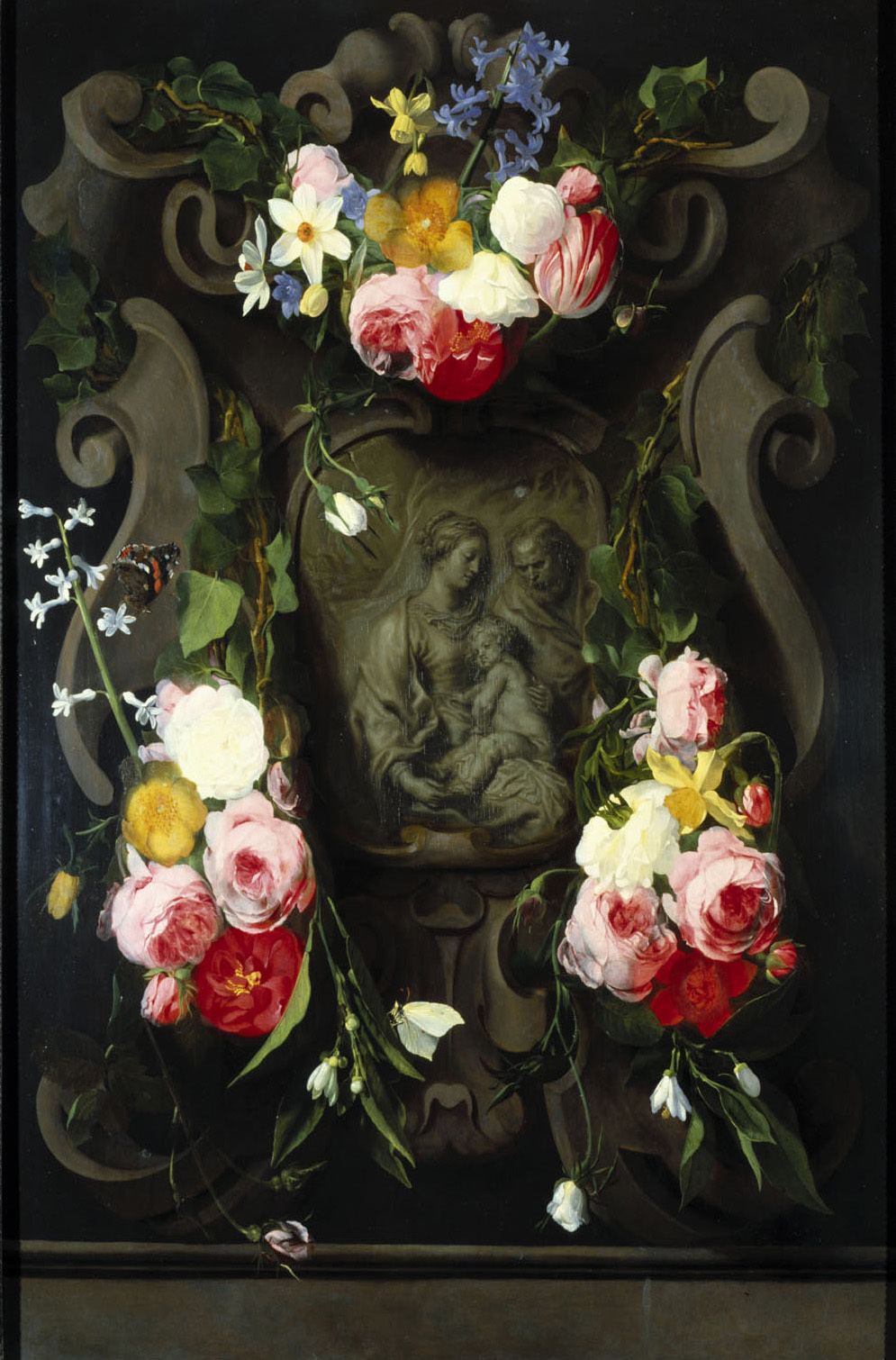
Heilige Familie, de figuren zijn van Simon de Vos

Net als zijn leermeester Brueghel gebruikte Seghers bloemen en planten die in zijn vaderland groeiden en met name gecultiveerde tuinbloemen en hield hij zich niet aan de bloeiseizoenen van de bloemen die hij bij elkaar schilderde.[3][6] Hij had een voorkeur voor plaatselijk gekweekte rozen en tulpen die net op het punt staan te bloeien.[3] In zijn gedetailleerde weergave van bloemen en planten verraadde Seghers de vaardigheid van een miniaturist.[10]
Veel van Seghers' schilderijen zijn olieverf op koper, een drager die vaak voor kabinetsschilderijen werd gebruikt.
Hij werkte samen met Cornelis Schut (44x), Erasmus Quellinus II (28x), Abraham van Diepenbeeck (6x), Simon de Vos (6x), Jan van den Hoecke (2x), Gonzales Coques (2x) en Rubens (2x). Thomas Willeboirts Bosschaert wordt genoemd als zijn assistent. Thomas Willeboirts Bosschaert maakte een grisaille voor twee van Daniël Seghers' schilderijen met een bloemenkrans. Voor een ervan ontving Seghers een massieve gouden maalstok en Willeboirts kreeg honderd gulden.
Hij schilderde meerdere devotionele guirlande-schilderijen. Deze schilderijen zijn een speciaal type stilleven dat werd ontwikkeld in Antwerpen door Jan Brueghel de Oude in samenwerking met de Italiaanse kardinaal Federico Borromeo aan het begin van de 17e eeuw. Andere kunstenaars die betrokken waren bij de vroege ontwikkeling van het genre waren onder meer Hendrick van Balen, Andries Daniels, Peter Paul Rubens en Daniel Seghers zelf. Het genre was aanvankelijk verbonden met de visuele beeldtaal van de Contrareformatie. Het werd verder geïnspireerd door de cultus van verering en devotie tot Maria die heerste aan het Habsburgse hof (toen de heersers over de Spaanse Nederlanden) en in Antwerpen in het algemeen.  Guirlande-schilderijen tonen meestal een bloemenkrans rond een devotiebeeld, portret of ander religieus symbool (zoals de hostie). Tegen de tweede helft van de 17de eeuw sierden ook wereldlijke thema's zoals portretten en mythologische onderwerpen het centrale deel van deze schilderijen. Seghers guirlande-schilderijen zijn tamelijk symmetrisch en de achtergrond is meestal grijs en donker.
Zijn werk is minutieus en knap - volgens Huygens kon je de bloemen bijna ruiken. Seghers genoot een ongelooflijk aanzien aan de verschillende hoven, zoals van Amalia van Solms en stadhouder Willem II. Ook Christina I van Zweden, Maria de' Medici, aartshertog Leopold Willem van Oostenrijk en Karel I van Engeland namen zijn werk af.  In veel musea hangt zijn werk, ook in het Geelvinck-Hinlopen Huis.